# استانوود (آیووا)
استانوود (به انگلیسی: Stanwood) شهری در ایالت آیووا کشور ایالات متحده آمریکا است که جمعیت آن در سرشماری سال ۲۰۱۰ میلادی، ۶۸۴ نفر بوده‌است.